# Läuferspannung

Beispiel: Leistungsschild
eines Schleifringläufermotors (3. Zeile von unten, links die Läuferspannung)

Als Läuferspannung bezeichnet man in der Elektrotechnik die Spannung, die im Läufer eines Elektromotors induziert oder von außen zugeführt wird. Bei stillstehendem Motor wird diese Spannung auch als Läuferstillstandsspannung bezeichnet. Sie wird auf dem Leistungsschild des Motors in Volt angegeben.

## Entstehung und Verhalten
Werden die Statorspulen eines Asynchronmotors mit einem symmetrischen Drehstrom gespeist, dann nehmen die drei Spulen einen Strom auf, der in ihnen jeweils eine räumlich und zeitlich phasenverschobene Durchflutung aufbaut. Dadurch bedingt laufen im Luftspalt zwischen Stator und Rotor Drehwellen um. Dies hat zur Folge, dass im Läufer eine Spannung, die als Läuferspannung bezeichnet wird, induziert wird. Die Höhe der Läuferspannung ist von der Anzahl der Windungen im Läufer, von den Wicklungsfaktoren sowohl der Stator- als auch der Rotorwicklung und von der Schlupfdrehzahl abhängig. Die Läuferspannung ist bei stillstehendem Läufer am höchsten und beträgt in der Regel etwa 1/4 bis 1/2 der Statorspannung. Die bei stillstehendem Motor als Läuferstillstandsspannung bezeichnete Spannung lässt sich bei Schleifringläufermotoren an den Schleifringen messen. Die Höhe der Läuferstillstandsspannung hängt nur von dem Verhältnis der Läufer- und Statorwindungszahlen ab. Bei Motoren mit Käfigläufer ist die Läuferspannung konstruktionsbedingt 0 Volt. Dennoch fließt aufgrund der induzierten Spannung durch die Läuferstäbe der Läuferstrom. Bei stillstehendem Motor hat die Läuferspannung die gleiche Frequenz wie die Netzfrequenz. Die Spannung in der Läuferwicklung ist für Schleifringläufermotoren bis 250 Kilowatt genormt. Konstruktionsbedingt liegt sie selbst bei Hochspannungsmotoren nur selten über 1000 Volt. Bei geschlossener Wicklung fließen aufgrund der Läuferspannung durch die Wicklung oder Läuferstäbe Ströme, der Rotor dreht sich. Bei nun laufendem Motor nimmt die Läuferspannung entsprechend dem geringer werdenden Schlupf ab. Bei synchroner Drehzahl ist die Läuferspannung gleich 0 Volt. Unter Zuhilfenahme eines Frequenzumrichters lässt sich auch eine Läuferspannung in die Läuferwicklung einprägen. Dadurch lassen sich beispielsweise für eine doppelt gespeiste Asynchronmaschine die Drehzahlen regeln. Des Weiteren lässt sich durch die von außen zugeführte Läuferspannung der Wirkleistungsfluss der Maschine beeinflussen, so dass auch die Blindleistungsabgabe beim Einsatz als Generator bei diesen Maschinen kontinuierlich geregelt werden kann.